# Kutkir, Busk
Kutkir (în ucraineană Куткір) este localitatea de reședință a comunei Kutkir din raionul Busk, regiunea Liov, Ucraina.

## Demografie
Componența lingvistică a localității Kutkir
     Ucraineană (98,96%)
     Alte limbi (0,93%)
Conform recensământului din 2001, majoritatea populației localității Kutkir era vorbitoare de ucraineană (98,96%), existând în minoritate și vorbitori de alte limbi.